# Sabugueiro (Arraiolos)
Sabugueiro é uma povoação portuguesa do Município de Arraiolos que foi sede da extinta Freguesia de Sabugueiro, freguesia que tinha 37,28 km² de área e 396 habitantes (2011), e, por isso,0 uma densidade populacional de 10,6 hab/km².
A Freguesia de Sabugueiro foi extinta em 2013, no âmbito de uma reforma administrativa nacional, tendo sido agregada à Freguesia de São Pedro de Gafanhoeira, para formar uma nova freguesia denominada União das Freguesias de Gafanhoeira (São Pedro) e Sabugueiro com sede em São Pedro.
Todos os anos no mês de Agosto são realizadas as Festas de Verão no Largo da Igreja de Santa Clara no centro da localidade.
Todos os anos artistas portugueses de acordo com o cartaz dos 3 dias "Sexta-Feira, Sábado e Domingo que acaba durante a madrugada de Segunda-Feira".
Em 16 de Agosto de 2019 foi anunciado o projeto de Parque de Merendas projeto concluído em 2020 localizado a saída do sabugueiro para São Geraldo.
Pavilhão Multiusos Salão de Bailes no Largo de Santa Clara a ser concluído próximo ano de 2022 com WC´s com uma nova imagem e ser inaugurado antes das Festas de Verão do Sabugueiro em Agosto de 2022.
Sabugueiro está a 16 km da Vila de Arraiolos, 36 km de Évora, 18 km de Montemor-o-Novo, está a 120 km de Lisboa e 118 km de Badajoz (ESPANHA) .
A freguesia também contava com um parque de exercício físico e o Polidesportivo, o Estádio da Portela é sede da UFC "União Futebol Clube" do Sabugueiro que participa no campeonato Distrital da INATEL.
Em 15 de Janeiro 2018 no Sabugueiro foi sentido o sismo de 4.9 na escala de Ritcher mas que não provocou danos materiais nem vitimas.

## População
| População da freguesia de Sabugueiro | População da freguesia de Sabugueiro | População da freguesia de Sabugueiro | População da freguesia de Sabugueiro | População da freguesia de Sabugueiro | População da freguesia de Sabugueiro | População da freguesia de Sabugueiro | População da freguesia de Sabugueiro | População da freguesia de Sabugueiro | População da freguesia de Sabugueiro | População da freguesia de Sabugueiro | População da freguesia de Sabugueiro | População da freguesia de Sabugueiro | População da freguesia de Sabugueiro | População da freguesia de Sabugueiro |
| ------------------------------------ | ------------------------------------ | ------------------------------------ | ------------------------------------ | ------------------------------------ | ------------------------------------ | ------------------------------------ | ------------------------------------ | ------------------------------------ | ------------------------------------ | ------------------------------------ | ------------------------------------ | ------------------------------------ | ------------------------------------ | ------------------------------------ |
| 1864                                 | 1878                                 | 1890                                 | 1900                                 | 1911                                 | 1920                                 | 1930                                 | 1940                                 | 1950                                 | 1960                                 | 1970                                 | 1981                                 | 1991                                 | 2001                                 | 2011                                 |
|                                      |                                      |                                      |                                      |                                      |                                      |                                      |                                      |                                      |                                      |                                      |                                      | 526                                  | 453                                  | 396                                  |

Criada pela Lei nº 62/88, de 23 de Maio, com lugares desanexados da freguesia de São Pedro da Gafanhoeira

## Património
- Igreja de Santa Clara (Sabugueiro)